# Elizabeth Olowu
Princess Elizabeth Akenzua Olowu (geboren 1939 oder 1945 in Benin City, Edo, Nigeria) ist eine nigerianische Bildhauerin. Sie ist die erste Frau, die in Nigeria in Bronze gearbeitet hat. Das Feld war bis dahin in Nigeria Männern vorbehalten.

## Leben
Elizabeth Olowu ist die Tochter von Oba (König) Akuenza II. von Benin, der 1933 Oba wurde. Ihre Mutter, die dritte der zehn Frauen des Oba, war eine Künstlerin bei Hof. Sie schuf aufwändige Frisur- und Kleidermoden unter Verwendung von Stickerei und Perlen. Sie hatte den Ehrentitel Ehi, was so viel wie „Schutzgeist“ bedeutet. Der Oba vergab diese Ehrentitel seinen treuesten und geschätztesten Königinnen. Oba Akuenza II. brach mit den bisherigen Traditionen und ließ seine Töchter ihre Ehemänner selbst auswählen, so auch Elizabeth Olowu, die mit 18 Jahren ihre Jugendliebe Babatunte Olowu, einen Yoruba, heiratete.
1964 bekam Olowu ihren ersten Sohn. In Absprache mit ihrem Mann begann sie 1966 ein Studium an der University of Nigeria in Nsukka, das sie aber wegen des Biafra-Krieges kurz darauf abbrechen musste. Die folgenden zehn Jahre unterrichtete sie Schülerinnen zwischen 10 und 19 Jahren in Kunst an der Itohan Girls’ Grammar School. 1976 schrieb sie sich an der Kunst-Fakultät der University of Benin ein. Zu diesem Zeitpunkt hatte sie bereits sechs Kinder. 1979 schloss sie ihr Studium mit einem Bachelor of Fine Arts ab.
Als Ausgleich für das kostenfreie Studium leistete sie im Anschluss ein Jahr im National Youth Service Programm ab und unterrichtete an einer Sekundarschule für Mädchen. 1981 setzte sie ihr Studium fort und schloss es 1983 mit einem Master of Fine Arts ab. 1984 wurde sie Dozentin an der University of Benin. Sie war die erste Frau, die Mitglied der Kunst-Fakultät dieser Hochschule wurde. Parallel dazu betrieb sie ihre eigene Bronzegießerei. 2001 beendete sie ihre Lehrtätigkeit an der Hochschule. Danach arbeitete sie in ihrem Studio an der Oba Akenzua II Art Foundation Gallery in Benin City.
Olowu hat acht Kinder. Ihre älteste Tochter Peju Layiwola ist ebenfalls als Künstlerin tätig.

## Schaffen
Elizabeth Olowu hatte bereits als Kind die Bronzegießer beobachtet und eigene Skulpturen aus Lehm geformt. Ihr Vater ermutigte sie, Bildhauerin zu werden. Er setzte auch gegenüber der Gilde der Bronzegießer durch, dass sie die Bronzegießer, die im Palast arbeiteten, beobachten und ihnen Fragen stellen konnte. So hatte sie einen in Nigeria einmaligen Zugang zu dem traditionellen Bronzeguß-Handwerk, das sonst Männern vorbehalten ist. Der Bronzeguss ist allerdings meist tatsächlich Gelbguss (Messing). In Benin werden die Begriffe Bronze und Messing auswechselbar verwendet. Im Allgemeinen wird das Wachsausschmelzverfahren verwendet. Viele der lebensgroßen Entwürfe von Olowus Werk sind nur in Zement ausgeführt, da die Mittel fehlten, sie in Bronze auszuführen. In ihrer eigenen Bronzegießerei hat sie nur kleinere Stücke gegossen.
Acada, 1979, Zement, von Elizabeth Olowu

Link zum Bild

Olowu hat einen vollendeten naturalistischen Stil entwickelt. Eines ihrer frühesten Werke in weißem Zement zeigt eine junge Studentin an einem Schreibtisch, in ein Buch vertieft. Es hat den Namen Acada („Bücherwurm“) und spielt darauf an, dass sie als Kind oft als solche gehänselt wurde. Das Werk zeigte ein für Nigeria neues Bild von Frauen als Intellektuelle.

1982 schuf sie eine lebensgroße Bronzeskulptur ihres Vaters. Sie zeigte ihn bescheiden und im Vergleich zum Thron, auf dem er sitzt, klein. Das Muster auf seiner Robe sind Olowus Händeabdrücke, ein Symbol für den Erfolg eines Individuums. Es war die erste Bronzeskulptur, die von einem Mitglied der University of Benin geschaffen wurde. Olowu selbst sah die Skulptur als „die erste nicht-traditionelle Sicht auf einen Oba in der Geschichte der höfischen Kunst Benins“.
Mother of Many, 1982, Bronze, von Elizabeth Olowu

Link zum Bild

Elizabeth Olowu behandelte in ihrem Werk oft schwangere Frauen oder Mütter. 1983 schuf sie „Zero Hour“, eine überlebensgroße Zement-Skulptur einer hochschwangeren sitzenden Frau, die abgesehen von einem Schurz nackt ist.  Es ist eine persönliche, dramatische Interpretation des Lebens einer Mutter während der Wehen, in der sie „zwischen Leben und Tod schwebt“. Sie berücksichtigte dabei viele rituelle Details der Yoruba. So repräsentiert die Armlehne des Stuhls, auf dem die Mutter sitzt, die Form eines Mörsers zum Mahlen von Getreide oder Maniok. Mörser werden als Symbole der Stärke und zur Linderung der Schmerzen einer Frau gesehen. Die Mutter trägt eine Vielzahl von Amuletten und Glücksbringer, um sie vor den Geburtskomplikationen zu schützen. Vorarbeiten zu diesem Werk waren kleinere Bronzearbeiten, die Mütter zeigten, wie zum Beispiel die Bronzeskulptur „Mother of Many“ von 1982 (23 × 31 cm).

## Auszeichnungen
- 1985 Bendel State Award for Art and Culture[13]

## Veröffentlichungen
- Elizabeth Olowu, Peju Layiwola, Bruce Onobrakpeya, Obododimma Oha: Of bronzes and prints. A mother/daughter perspective. An exhibition of sculptures, reliefs and prints held at Goethe-Institut Lagos. Talos Press, Lagos 2003.